# Erora gabina
Erora gabina is een vlinder uit de familie van de Lycaenidae. De wetenschappelijke naam van de soort werd als Thecla gabina in 1887 gepubliceerd door Godman & Salvin.

## Synoniemen
- Thecla myron Godman & Salvin, 1887